# Саєвич Володимир Ількович
Володи́мир І́лькович Сає́вич (9 грудня 1919 р. м. Лопатин, Радехівський район, Львівська область) — відомий український ветеринар, фахівець із конярства, доцент кафедри хірургії Львівського національного університету ветеринарної медицини та біотехнологій імені Степана Гжицького, кандидат ветеринарних наук (1963).

## Життєпис
Закінчив у 1946 році Львівський ветеринарний інститут.
1963 р. — в Казанському ветінституті захистив кандидатську дисертацію на тему: "Клінічні і експериментальні спостереження при накладанні без підкладкової глухої гіпсової пов"язки у тварин".

## Наукові досягнення
- поставив на новий рівень застосування термокаутеризації як методу лікування і профілактики окремих захворювань кінцівок тварин;
- впровадив у ветеринарну практику способи лікування препаратом ДМСО (димексид);
- розробив методичні рекомендації здіагностики кульгавості;
- вивчав і впровадив у практику застосування очних лікувальних плівок, а також новий метод стерилізації кетгута.

Автор численних наукових праць.

## Основні праці
- Саевич В. И. Завирюха В. И. Диметилсульфоксид при лечении болезней конечностей. //Ветеринария 1980. № 1 С. 54-55.
- Онкологічні хвороби тварин і методи лікування /В. І. Завірюха, В. І. Саєвич, А. Р. Мисак та ін. // Наук. вісник ЛДАВМ ім. С. З. Ґжицького. –Вип. ІІ. –Львів, 1999. — С. 56-63
- Саєвич, В. І. Досвід застосування димексиду у ветеринарній хірургії / В. І. Саєвич, В. І. Завірюха, А. А. Гамота, В. Г. Самсонюк и др // Науковий вісник Національного аграрного університету. — 2001. — Вип. 38. — С. 57-60